# Јерменија на Зимским олимпијским играма 1994.
Јерменији је ово било прво учешће на Зимским олимпијским играма и прво на Олимпијским играна уопште од када учествује као самостална држава. На Олимпијским играма 1994. у Лилехамеру, Норвешка  учествовала је са 2 учесника (2 мушкараца), који су се такмичили у бобу.
На свечаном отварању заставу Јерменије носио је аплски скијаш Arsen Harutyunyan, који се није такмичио на овим играма.
Спортисти Јерменије на овим играма нису освојили ниједну олимпијску медаљу.

## Учесници по спортовима
| Спорт     | Мушкарци | Жене | Укупно |
| --------- | -------- | ---- | ------ |
| Боб       | 2        | 0    | 2      |
| Укупно(1) | 2        | 0    | 2      |

## Боб
| Екипа                     | Дисциплина | Финале     | Финале     | Финале     | Финале     | Финале  | Финале                | Детаљи |
| Екипа                     | Дисциплина | 1. вожња   | 2. вожња   | 3. вожња   | 4. вожња   | Време   | Пласман / (Ук. учес.) | Детаљи |
| ------------------------- | ---------- | ---------- | ---------- | ---------- | ---------- | ------- | --------------------- | ------ |
| Joe Almasian Ken Topalian | Двосед     | 54,85 (37) | 55,03 (38) | 54,92 (34) | 55,01 (35) | 3:39,81 | 36 / 43               |        |